# Тейлор Дейн
Тейлор Дейн (англ. Taylor Dayne, наст. имя: Лесли Вундермен, англ. Leslie Wunderman, род. 7 марта 1962) — американская певица.
Подъём её к лучам славы в конце 1980-х годов был очень быстрым — её первый сингл «Tell It to My Heart» не только попал в первую десятку в США, но и стал большим международным хитом.
Причём эта песня была её самой первой попыткой начать сольную карьеру. Начала же она петь профессионально по окончании школы — в рок-группе «Felony» и нью-вейв-коллективе, который назывался «Next». Ни та, ни другая группа успеха не добилась. А попыталась начать сольную карьеру и записала эту песню она уже по окончании колледжа.
Но потом, уже после хита номер 1 в Америке «Love Will Lead You Back» (1990), Тейлор Дейн выпала из первой американской десятки почти так же быстро, как туда несколькими годами ранее (со своим первым хитом) поднялась.

## Дискография
См. статью «Taylor Dayne discography» в английском разделе.
Студийные альбомы
- Tell It to My Heart (1988)
- Can't Fight Fate (1989)
- Soul Dancing (1993)
- Naked Without You (1998)
- Satisfied (2008)
- Greatest Hits Live (2015)